# Comuna Gogoșari, Giurgiu
Gogoșari este o comună în județul Giurgiu, Muntenia, România, formată din satele Drăghiceanu, Gogoșari (reședința), Izvoru și Rălești.

## Așezare
Comuna se află în sud-vestul județului, la limita cu județul Teleorman. Este străbătută de șoseaua județeană DJ504, care o leagă spre est de Putineiu și Giurgiu (unde se termină în DN5B), și spre vest în județul Teleorman de Mârzănești, Alexandria (unde se intersectează cu DN6 și DN6F), Orbeasca, Olteni, Trivalea-Moșteni, Tătărăștii de Jos, Tătărăștii de Sus și mai departe în județul Argeș de Popești, Izvoru, Recea și Buzoești (unde se termină în DN65A). Lângă satul Izvoru, din acest drum se ramifică șoseaua județeană DJ504A, care duce spre est tot la Putineiu.

## Demografie
Componența etnică a comunei Gogoșari
     Români (87,8%)
     Romi (5,41%)
     Alte etnii (6,78%)
Componența confesională a comunei Gogoșari
     Ortodocși (92,53%)
     Alte religii (0,37%)
     Necunoscută (7,09%)
Conform recensământului efectuat în 2021, populația comunei Gogoșari se ridică la 1.607 locuitori, în scădere față de recensământul anterior din 2011, când fuseseră înregistrați 1.975 de locuitori. Majoritatea locuitorilor sunt români (87,8%), cu o minoritate de romi (5,41%). Din punct de vedere confesional, majoritatea locuitorilor sunt ortodocși (92,53%), iar pentru 7,09% nu se cunoaște apartenența confesională.

## Politică și administrație
Comuna Gogoșari este administrată de un primar și un consiliu local compus din 11 consilieri. Primarul, Dănuț Daia[*], de la Partidul Național Liberal, este în funcție din 2008. Începând cu alegerile locale din 2024, consiliul local are următoarea componență pe partide politice:
|  | Partid                    | Consilieri | Componența Consiliului | Componența Consiliului | Componența Consiliului | Componența Consiliului | Componența Consiliului | Componența Consiliului | Componența Consiliului | Componența Consiliului | Componența Consiliului | Componența Consiliului |
|  | ------------------------- | ---------- | ---------------------- | ---------------------- | ---------------------- | ---------------------- | ---------------------- | ---------------------- | ---------------------- | ---------------------- | ---------------------- | ---------------------- |
|  | Partidul Național Liberal | 10         |                        |                        |                        |                        |                        |                        |                        |                        |                        |                        |
|  | Partidul Social Democrat  | 1          |                        |                        |                        |                        |                        |                        |                        |                        |                        |                        |

## Istorie
La sfârșitul secolului al XIX-lea, comuna făcea parte din plasa Marginea a județului Vlașca și era formată din satele Gogoșarii Noi și Gogoșarii Vechi, având în total 1616 locuitori. În comună existau două biserici și o școală cu 70 de elevi (dintre care 20 de fete). La acea vreme, pe teritoriul actual al comunei mai funcționa și comuna Cacaleți (sau Racovița), formată numai din satul de reședință, cu 1037 de locuitori, o biserică și o școală mixtă cu 67 de elevi (dintre care 12 fete).
Anuarul Socec din 1925 consemnează cele două comune în plasa Dunărea a aceluiași județ; comuna Cacaleți avea 2916 locuitori în unicul ei sat, iar comuna Gogoșari avea 3169 de locuitori în satele Gogoșarii Noi, Gogoșarii Vechi și Rălești. În 1931, în comuna Cacaleți a mai apărut și satul Ardeleni, satele Gogoșarii Noi și Gogoșarii Vechi au fost comasate formând satul Gogoșari, iar satul Răleni a fost desprins de comună, formând comuna Drăghiceanu împreună cu satul nou-înființat Drăghiceanu.
În 1950, comunele au trecut în administrarea raionului Giurgiu din regiunea București, comuna Drăghiceanu fiind în timp desființată, iar satele ei trecând la comun Gogoșari. În 1964, satul și comuna Cacaleți au primit denumirea de Izvoru. În 1968, comunele Gogoșari și Izvoru au trecut la județul Ilfov, tot atunci satul Ardeleni fiind desființat și comasat cu satul Izvoru, iar comuna Izvoru fiind desființată și satul Izvoru trecând la comuna Gogoșari. În 1981, o reorganizare administrativă regională a dus la transferarea comunei la județul Giurgiu.

## Monumente istorice
Șase obiective din comuna Gogoșari sunt incluse în lista monumentelor istorice din județul Giurgiu ca monumente de interes local. Trei dintre ele sunt situri arheologice: situl de la „Fundul Drăghiceanu”, la niște movile aflate nord-vest de satul Drăghiceanu, unde s-au găsit urme de așezări din paleoliticul superior (cultura Aurignacian), paleoliticul final și neoliticul timpuriu; situl de la Gârla Gogoșari, la sud-vest de satul Gogoșari, ce cuprinde o așezare și o necropolă medievale; și necropola din secolul al IV-lea e.n. de „la Gropi” (500 m vest de Izvoru, lângă baltă).
Celelalte trei sunt clasificate ca monumente de arhitectură — biserica „Sfânta Treime” (1894, refăcută în 1832) din vestul satului Gogoșari; biserica „Sfântul Nicolae” (1886) din Izvoru; și biserica „Sfântul Nicolae” (1922) din centrul satului Rălești.